# Karl Wilhelm Gottlieb Leopold Fuckel
Karl Wilhelm Gottlieb Leopold Fuckel (Reichelsheim, 3 de febrero de 1821 - Viena, 8 de mayo de 1876) fue un farmacéutico, botánico, y micólogo alemán.

## Biografía
De 1836 a 1852 trabajó como boticario, posteriormente derivó ingresos de un viñedo de su propiedad en Oestrich im Rheingau.

## Algunas publicaciones
Sus exsicatas de fungi de Rhineland, "Fungi rhenani exsiccati", contiene un número de especies tipo de las taxas que él proclamó (Ed. I Fascic. I-XXVII, 1863-75, ed. Fascic II. I-XXI, 1871-75).
- "Enumeratio Fungorum Nassoviae", series I 1860 - Catálogo de fungi del Ducado de Nassau.
- "Symbolae mycologicae, Beiträge zur Kenntniss der Rheinischen Pilze", 1869-70 tres suplementos (1871, 1873, 1875) - Contribuciones al conocimiento de setas renanas, 459 p.[1][3]

## Honores
El epíteto binomial de la especie Botryotinia fuckeliana, patógeno vegetal y agente causal de la enfermedad Botrytis cinerea, fue nombrado por el micólogo Heinrich Anton de Bary en su honor. Fuckel fue autoridad taxonómica de los géneros micológicos Aleuria, Phyllachora (Nitschke ex Fuckel), Plectania y Sclerotinia.